# Alderley Edge
Alderley Edge is een civil parish in het bestuurlijke gebied Cheshire East, in het Engelse graafschap Cheshire met 4780 inwoners.

## Bekende inwoners

### Geboren
- Albert De Coninck (1915 - 2006), politicus en verzetsstrijder

## Afbeeldingen

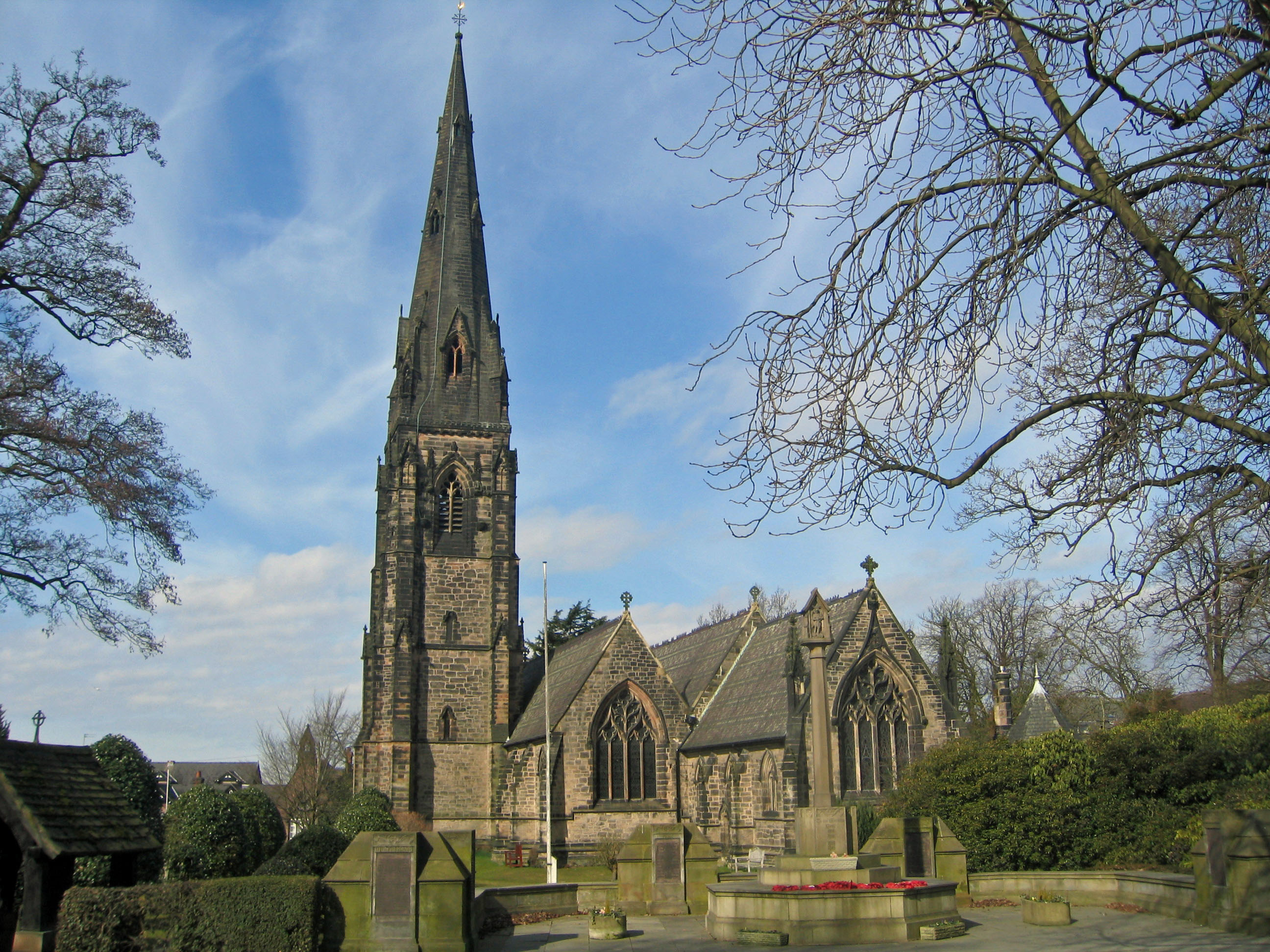
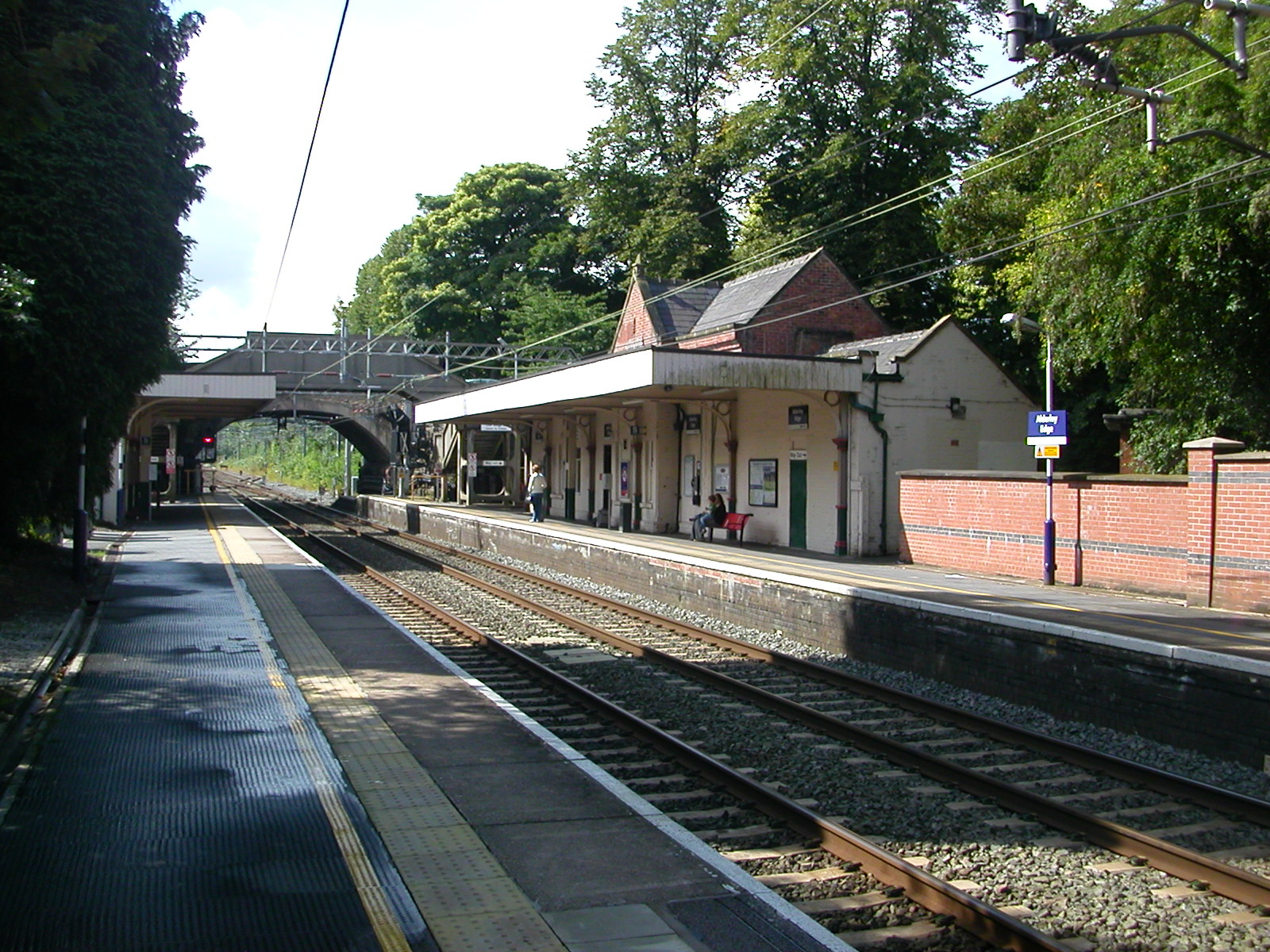
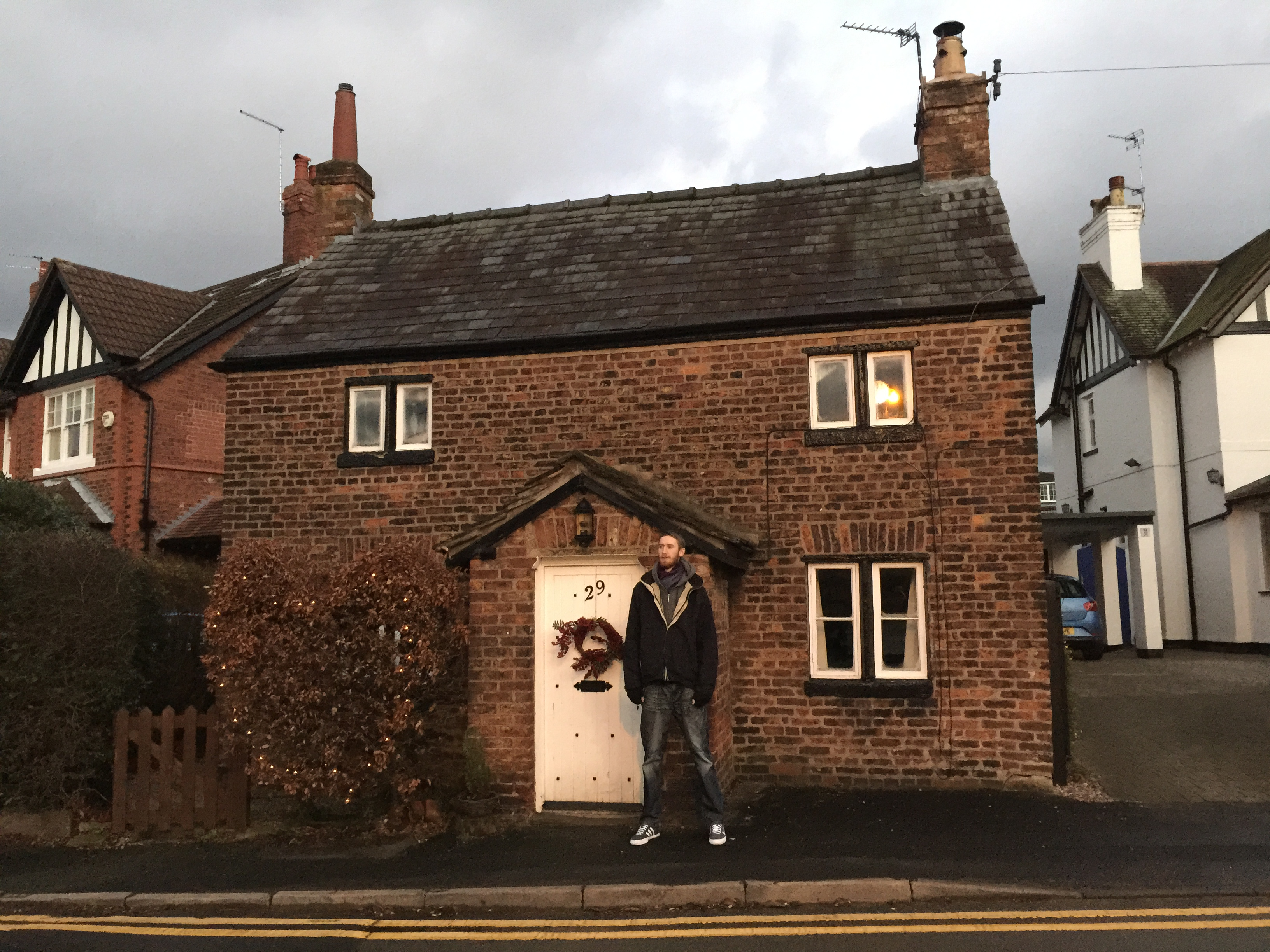
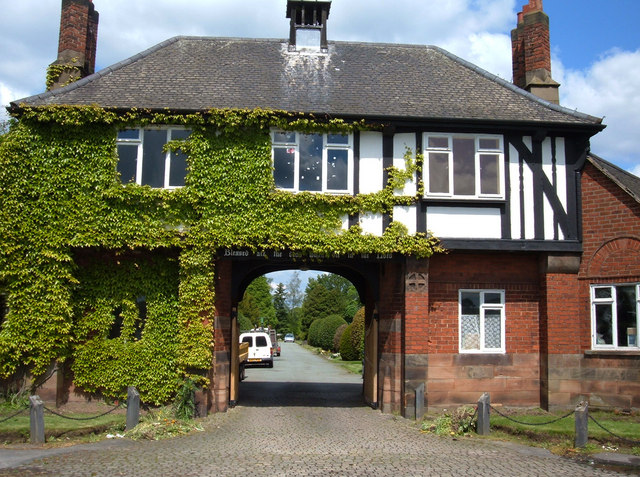
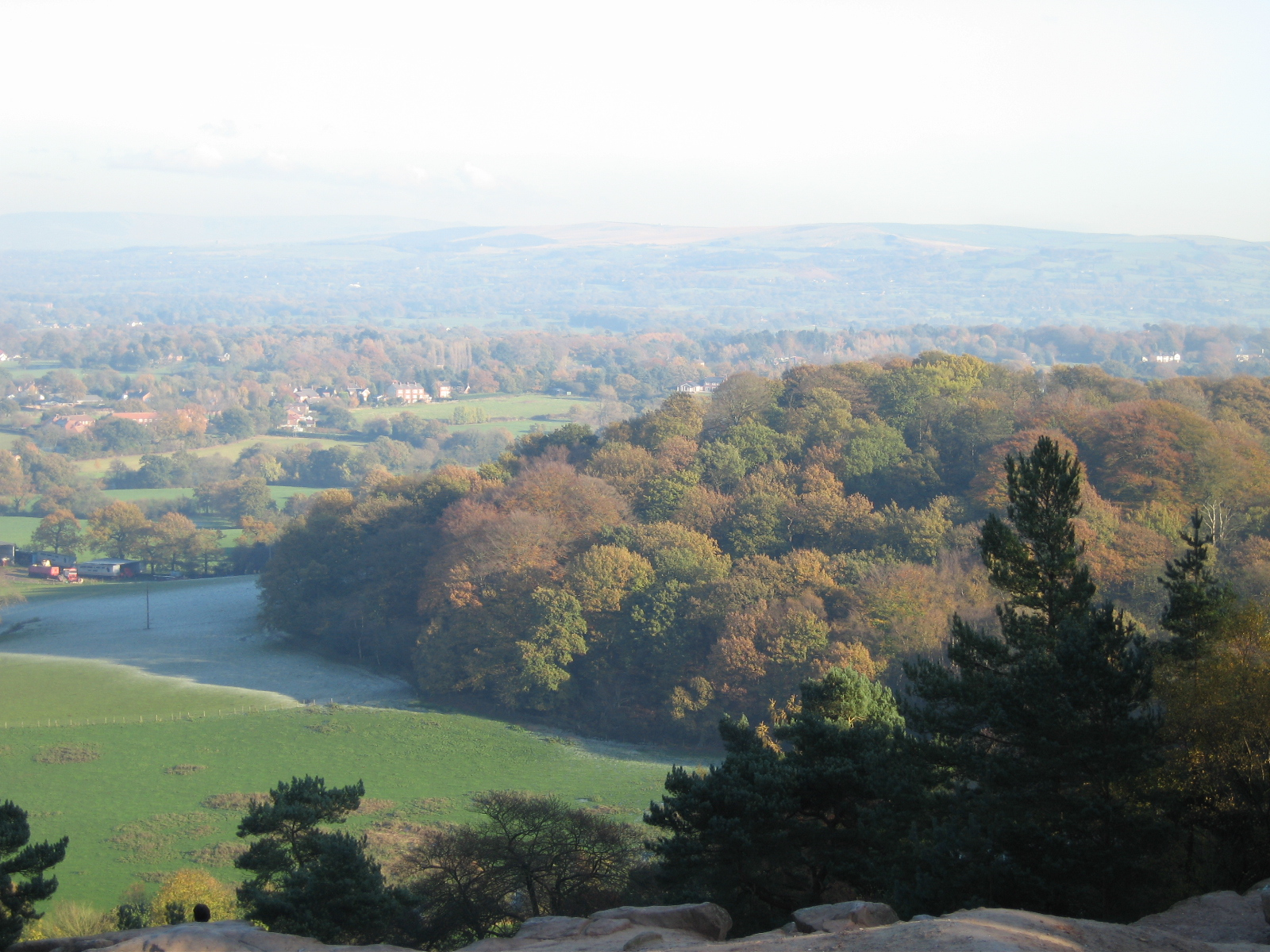
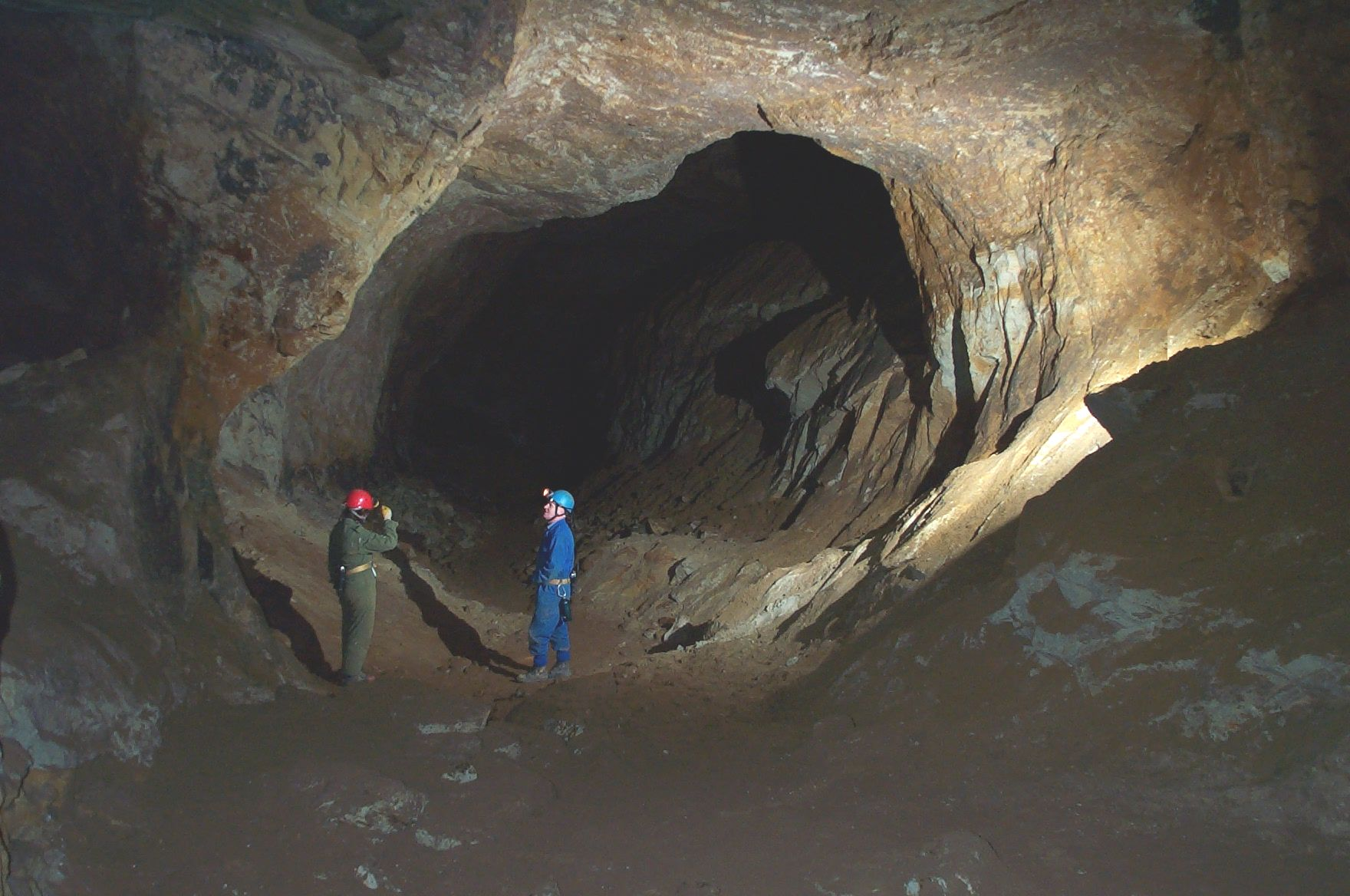
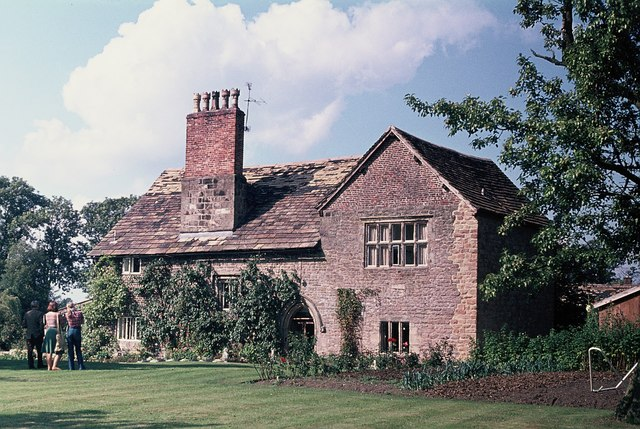